# 佩雷杜-杜什卡斯特利亚努什
佩雷杜-杜什卡斯特利亚努什是葡萄牙布拉干萨区的一个堂区。总面积17.83平方公里，总人口148人，人口密度8.3人/平方公里。